# Гарсиа, Николь
Нико́ль Гарсиа́ (фр. Nicole Garcia; род. 22 апреля 1946, Оран) — французская актриса театра и кино, кинорежиссёр и сценаристка.

## Биография
Родилась в Алжире. В 1962 году приехала во Францию.
В 1967 году окончила Высшую национальную консерваторию драматического искусства, в том же году вышел первый фильм с её участием.
Известность ей принесла роль в историческом фильме Бертрана Тавернье «Пусть начнётся праздник» (1974). Главную роль впервые получила в фильме «Допрос с пристрастием» (1977). Позднее снималась у многих крупных режиссёров Франции.
В 1986 году дебютировала как режиссёр, сняв короткометражный фильм. Много играет на телевидении и в театре.

## Семья
Старший сын — Фредерик Белье-Гарсиа (род. 1965) — театральный режиссёр; младший — Пьер Рошфор (род. 1981) — киноактёр и певец, сын Жана Рошфора.

## Творчество

### Избранные роли в кино
- 1967 ─ Des garçons et des filles (Этен Перье) ─ Coco
- 1968 ─ Жандарм женится (Жан Жиро) ─ La jeune fille verbalisée
- 1971 ─ Faire l’amour: De la pilule à l’ordinateur (Жан-Габриэль Альбикокко):
- 1975 ─  Пусть начнётся праздник (Бертран Тавернье): La Fillon
- 1976 ─ Труп моего врага (Анри Вернёй) : Hélène Mauve
- 1976 ─ Duelle (Жак Риветт) : Jeanne/Elsa
- 1976 ─ Calmos (Бертран Блие) : Une employée du labo
- 1976 ─ Допрос с пристрастием (Лоран Эннеман): Agnès Charlegue
- 1978 ─ Le Cavaleur (Филипп де Брока): Marie-France (Премия «Сезар» за лучшую женскую роль второго плана)
- 1978 ─ Un papillon sur l'épaule (Жак Дерэ): Sonia
- 1979 ─ Операция «Чудовище» (Джилло Понтекорво): Karmele
- 1980 ─ Мой американский дядюшка (Ален Рене): Janine Garnier (номинация на премию Сезар)
- 1981 ─ Одни и другие (Клод Лелуш): Anne Meyer
- 1981 ─ Отчим (Бертран Блие): Мартина
- 1981 ─ Кто заставляет суетиться Давида?[фр.] (Эли Шураки) : Анна
- 1982 ─  L’Honneur d’un capitaine (Пьер Шёндёрфер) : Patricia Caron
- 1983 ─ Via degli Specchi (Джованна Гальярдо): Francesca
- 1983 ─ À couteau tiré (Роберто Фаэнца): Lenore Carvo
- 1983 ─ Garçon! (Клод Соте): Claire
- 1985 ─ Опасность в доме (Мишель Девиль): Julia Tombsthay (номинация на премию Сезар)
- 1985 ─ Четвёртая сила[фр.] (Серж Леруа[фр.]) : Катрин Карре (главная роль)[4]
- 1986 ─ Мужчина и женщина: 20 лет спустя (Клод Лелуш) : Elle-même
- 1988 ─ Свет озера (Франческа Коменчини) : Carlotta
- 1993 ─ Aux petits bonheurs (Мишель Девиль) : Ariane
- 1995 ─ Fugueuses (Надин Трентиньян) : Jeanne
- 2001 ─ Похищение для Бетти Фишер (Клод Миллер) : Margot Fisher (Серебряный Хьюго МКФ в Чикаго, премия Монреальского МКФ, номинация на премию Сезар)
- 2002 ─ Tristan (Филипп Гаррель) : Madame Driant
- 2002 ─ La Petite Lili (Клод Миллер): Mado Marceaux
- 2002 ─ История Мари и Жюльена (Жак Риветт) : L’amie
- 2004 ─ Ne fais pas ça (Люк Бонди) : Edith
- 2004 ─ Последний день (Родольф Маркони): Marie
- 2008 ─ Строго на юг (Себастьен Лифшиц): La mère
- 2009 ─ Однажды в Версале (Брюно Полидалес): La femme à la radio
- 2013 ─ Ты будешь чтить свою мать и свою мать (Брижитт Руан) : Jo
- 2015 ─ Belles familles (Жан-Поль Раппно)
- 2022 ─ Одним прекрасным утром (Миа Хансен-Лёве):Françoise

### Избранные роли в театре
- 1969 : Мизантроп (Мольер), mise en scène Michel Vitold, théâtre du Vieux-Colombier
- 1974 : Барабаны в ночи (Бертольт Брехт, mise en scène Robert Gironès, théâtre Mécanique
- 1974 : Les Premières Communions (Jean-François Prévand), по Альфреду Мюссе и Жорж Санд, mise en scène Николь Гарсиа, Vincennes
- 1974 : Cesare 1950 (Jean-Pierre Bisson), mise en scène de l’auteur, Авиньонский фестиваль
- 1974 : Les Caprices de Marianne (Альфред Мюссе), mise en scène Jean-Pierre Bisson, Théâtre national de Strasbourg
- 1975 : Suréna (Пьер Корнель), mise en scène Jean-Pierre Miquel, театр Одеон
- 1977 : Дядя Ваня (А. П. Чехов), mise en scène Jean-Pierre Miquel, театр Одеон
- 1977 : Перикл (Шекспир), mise en scène Роже Планшон, Национальный народный театр
- 1985 : Двое на качелях (Уильям Гибсон), mise en scène Bernard Murat, Théâtre de la Madeleine
- 1990 : Полуденный раздел (Поль Клодель), mise en scène Brigitte Jaques, théâtre de l’Atelier
- 1995 : Сцены из супружеской жизни (Ингмар Бергман), mise en scène Stéphan Meldegg & Rita Russek, théâtre de la Madeleine
- 2005 :  Коза, или Кто такая Сильвия? (Эдвард Олби), mise en scène Frédéric Bélier-Garcia, théâtre de la Madeleine
- 2012-2013 : Чайка (А. П. Чехов), mise en scène Frédéric Bélier-Garcia, Théâtre des Célestins

### Режиссёрские работы
- 1986: 15 августа / фр. 15 août (короткометражный, номинация на Золотую пальмовую ветвь за лучший короткометражный фильм)
- 1990: Каждый второй уик-энд  / фр. Un week-end sur deux (номинация на премию Сезар за лучший дебют)
- 1994: Любимый сын / фр. Le Fils préféré (номинация на премию Сезар лучшему режиссёру и за лучший фильм)
- 1998 : Вандомская площадь (номинация на премию Сезар лучшему режиссёру, номинация на Золотого льва)
- 2002: Соперник (по роману Эмманюэля Каррера; номинация на Золотую пальмовую ветвь)
- 2006: Как говорит Шарли / фр.  Selon Charlie (номинация на Золотую пальмовую ветвь)
- 2010: Балкон с видом на море / фр. Un balcon sur la mer
- 2013: Он ушел в воскресенье / фр. Un beau dimanche
- 2016: Иллюзия любви / фр. Mal de pierres
- 2020: Любовники / фр. Amants

## Признание
Номинант и лауреат ряда национальных и международных премий. Возглавила жюри конкурса Золотая камера на Каннском кинофестивале 2014 года.